# Сильна рівновага
Сильна рівновага — принцип оптимальності в теорії ігор,  очищення  рівноваги Неша. Крім стійкості ситуації у грі до індивідуальних відхилень учасників, потребує також стійкості щодо групових відхилень.

## Формальне означення
Нехай задано гру у нормальній формі {\displaystyle \Gamma =<I,\{X_{i}\}_{i\in I},\{H_{i}\}_{i\in I}>}. Ситуація {\displaystyle x=(x_{1},x_{2},...,x_{n})} називається сильною рівновагою в грі Γ, якщо для будь-якої коаліції гравців {\displaystyle S\subseteq I} і будь-якого набору стратегій {\displaystyle \{y_{s};s\in S\}} знайдеться учасник коаліції S такий, що
Сильна рівновага завжди Парето-ефективна, але існує набагато рідше, ніж рівновага Неша, у зв'язку з чим не набула широкого розповсюдження.